# Magnana
Magnana o La Magnana o Follone o Follone-Magnana o Folletta (Magnàna in milanese) è una località del comune di Boffalora sopra Ticino in provincia di Milano, distante 1,99 km dal centro del comune di appartenenza, posto lungo l'asse della ex SS11.

## Geografia

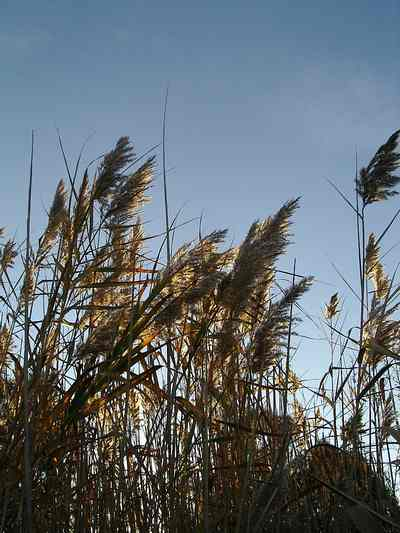
Esemplari di Phragmites australis comuni nel territorio della Magnana

### Territorio
La località della Magnana è caratterizzata da un ambiente prevalentemente pianeggiante che però digrada verso le rive del fiume Ticino, contraddistinto dalla presenza di coltivazioni e boschi. L'area ha una caratteristica area umida sul territorio, dove si ravvisa anche una forte presenza di vegetazione tipica come la Phragmites australis e lo Juncus effusus.
Il territorio della Magnana confina a nord e a est col comune di Boffalora sopra Ticino, a sud con Magenta (MI), a ovest col comune piemontese di Trecate (NO) e col fiume Ticino.

### Sismologia
Dal punto di vista sismico la Magnana presenta un rischio molto basso ed è stata classificata come il comune zona 4 (bassa sismicità) dalla protezione civile nazionale. Nella sua storia l'abitato ha risentito di cinque terremoti: quello del 1397 (5,37 ML), quello del 1895 (4,63 ML), quello del 2009 (2,3 ML), quello del 2011 (2,1 ML) e quello del 2013 (2,4 ML).

## Clima
La Magnana ha il clima caratteristico delle pianure settentrionali italiane con inverni freddi e abbastanza rigidi ed estati che risentono di elevate temperature; la piovosità si concentra principalmente in autunno e in primavera. La località appartiene alla zona climatica E.
| Mese                        | Gen  | Feb  | Mar  | Apr  | Mag | Giu  | Lug  | Ago  | Set  | Ott  | Nov | Dic  | Anno  |
| --------------------------- | ---- | ---- | ---- | ---- | --- | ---- | ---- | ---- | ---- | ---- | --- | ---- | ----- |
| Temperatura max. media (°C) | 5    | 8    | 13   | 17   | 21  | 26   | 28   | 28   | 24   | 18   | 11  | 6    | 16.25 |
| Temperatura min. media (°C) | -3   | -2   | 2    | 5    | 10  | 13   | 15   | 15   | 12   | 7    | 2   | -2   | 6.16  |
| Piogge (mm)                 | 59   | 73   | 95   | 104  | 127 | 82   | 55   | 85   | 72   | 110  | 83  | 50   | 82.91 |
| Umidità relativa (%)        | 83   | 80   | 73   | 76   | 75  | 74   | 75   | 75   | 76   | 81   | 84  | 84   | 78    |
| Eliofania assoluta (ore)    | -    | -    | -    | -    | -   | -    | -    | -    | -    | -    | -   | -    | -     |
| Venti (dir.-nodi)           | NW 4 | SW 4 | SW 4 | SW 4 | S 4 | SW 4 | SW 4 | SW 4 | SW 4 | SW 4 | N 4 | SW 4 | 4     |

## Storia
L'area della Magnana venne abitata sin dalle epoche antiche come hanno testimoniato i resti affiorati di antiche sepolture simili a quelle ritrovate nel resto del territorio di Boffalora sopra Ticino, ma è con l'epoca medievale che inizia probabilmente un sistematico sfruttamento del suolo locale per l'agricoltura.
La prima attività industriale giunse nel Seicento con la costruzione di una piccola folla della carta eretta dai conti Cicogna di Novara, ma fu nel corso dell'Ottocento che il borgo subì una notevole espansione grazie alla costruzione del santuario della Madonna dell'Acquanera e nel contempo all'ampliamento della folla della carta che arrivò ad occupare gran parte degli abitanti della frazione, mentre ancora molti erano dediti all'agricoltura. Si svilupparono quindi il "Follone" e la "Folletta", rispettivamente cartiera e riseria e cartiera filatoio. Lungo l'allora Strada Regia (attuale ex SS11) che attraversava la frazione passarono le armate franco-piemontesi nel corso della Battaglia di Magenta, primo scontro della Seconda guerra d'indipendenza italiana.
Dal secondo dopoguerra, con la chiusura dell'attività della cartiera locale, l'economia e la storia del borgo hanno attraversato periodi di decadimento e spopolamento.

## Monumenti e luoghi d'interesse

### Architetture religiose

#### Santuario della Madonna dell'Acquanera

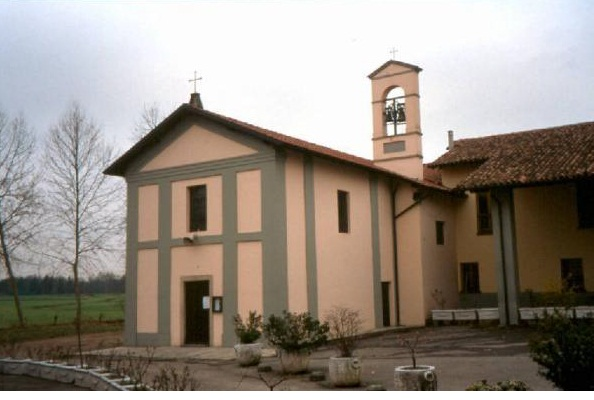
Il santuario della Madonna dell'Acquanera

Posto nel vallone lungo le sponde del Ticino, il Santuario della Madonna dell'Acquanera è un luogo di venerazione mariano di notevole impatto sul territorio boffalorese, a cui vengono donati numerosi ex voto.
La chiesetta è abbinata all'omonima cascina e si trova immersa nel verde della campagna della vallata del Ticino. Il cascinale venne costruito nel Settecento e per meglio sopperire alle esigenze religiose degli abitanti in loco, al termine della dominazione napoleonica, il proprietario Antonio Vitali fece costruire anche l'attuale cappella e la aprì al pubblico con atto notarile del 4 marzo 1816, affidandone l'amministrazione al parroco di Boffalora, don Faustino della Volta. La motivazione per la costruzione di questo luogo di culto era da ricercarsi nella volontà di proteggere un'antica immagine della Madonna alla quale la popolazione locale tributava venerazione in virtù di un miracolo avvenuto poco prima che aveva visto un carro trainato da cavalli precipitato nel Ticino per il cedimento del ponte su cui transitava e che poi miracolosamente aveva riguadagnato la riva dopo la caduta, senza danni a cose o persone.
La chiesa venne infine solennemente inaugurata il 24 marzo 1816 e da allora vi si poté celebrare il culto.
La struttura della chiesa è a capanna ed all'interno presenta un'unica aula con altare maggiore. Sul muro di destra si trova una tacca commemorativa con l'altezza delle acque nelle principali esondazioni del Ticino, tra cui quella del 1868 che la tradizione popolare vuole essere stata fermata proprio dalla Madonna. L'organo è assente, ma si sa che per l'inaugurazione ne venne affittato uno positivo dalla fabbrica Prestinari di Corbetta. La piccola chiesa è sede dell'annuale Festa dell'Acquanera che si svolge in marzo. La santa messa si svolge ogni sabato alle 16.30.

### Architetture civili

#### Folla della carta

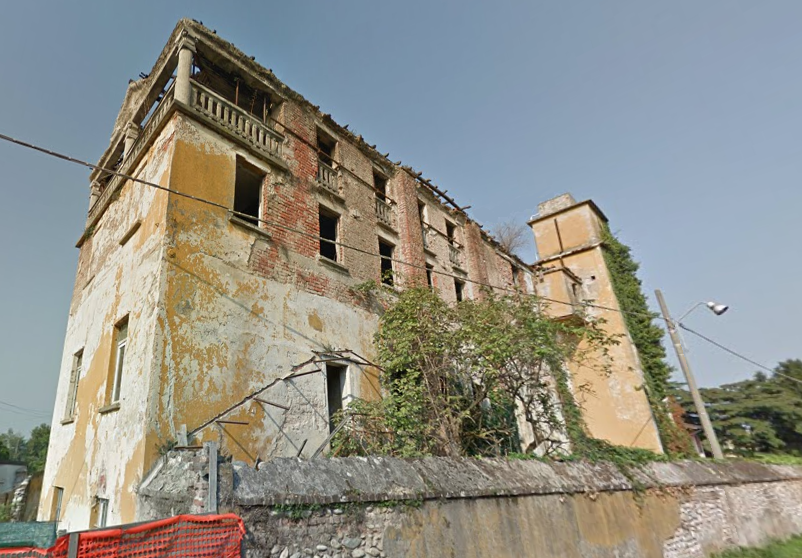
La folla della carta in località Magnana

Nei pressi della località Magnana, all'estrema periferia sud dell'abitato di Boffalora sopra Ticino, si trova l'antica folla della carta (cartiera). L'edificio attualmente presente risale all'Ottocento, ma si sa che essa venne costruita sopra una più antica folla della carta sorta a metà Seicento e di proprietà dei conti Caccia di Novara.
Successivamente, quando la produzione della carta in loco entrò in crisi, la proprietà passò alla famiglia Calderari che vi instaurò una tessitura collegata con la filanda Mylius non molto distante. La filanda, chiusa nel 1948, si trova oggi in stato di abbandono.

## Società

### Popolazione attuale
Durante l'ultimo censimento del 2011 la località della Magnana contava 131 abitanti.
"Abitanti censiti"

### Etnie e minoranze straniere
Al 1º gennaio 2021 risiedeva alla Magnana 1 cittadino straniero pari a circa lo 0,7% della popolazione totale della frazione. Nei dati ufficiali non sono considerati gli stranieri irregolari.

### Religione
La maggioranza della popolazione è cattolica. Nel quartiere è presente un santuario mariano, appartenente alla parrocchia di Boffalora sopra Ticino, nell'Arcidiocesi di Milano.

## Economia
Inizialmente dedito unicamente all'agricoltura, il territorio della Magnana a partire dall'Ottocento è divenuto un centro di produzione industriale grazie alla presenza della locale folla della carta ed ai primi insediamenti di lavoranti, pur non venendo mai abbandonata del tutto la cultura dei campi. Attualmente le attività commerciali nella località sono di molto diminuite e si limitano ad alcune aziende agricole a produzione cerealicola e ad un ristorante. La frazione acquisisce una certa visibilità grazie al passaggio della Strada statale 11 Padana Superiore.